# Stictoscarta linearis
Stictoscarta linearis är en insektsart som först beskrevs av Walker 1851.  Stictoscarta linearis ingår i släktet Stictoscarta och familjen dvärgstritar. Inga underarter finns listade i Catalogue of Life.